# Nywa-2 Tarnopol
Sambir-Nywa-2 Tarnopol (ukr. Футбольний клуб «Самбір-Нива-2» (Тернопіль), Futbolnyj Kłub "Sambir-Nywa-2" (Ternopil)) – filialna drużyna ukraińskiego klubu piłkarskiego Nywa Tarnopol z siedzibą w mieście Tarnopol, na zachodzie kraju, grająca od sezonu 2024/25 w Druhiej-lidze.

## Historia
Chronologia nazw:
- 1978: Nywa-D Podhajce (ukr. ФК «Нива-Д» (Підгайці))
- 1982: Nywa-D Brzeżany (ukr. ФК «Нива-Д» (Бережани))
- 1984: Nywa-D Tarnopol (ukr. ФК «Нива-Д» (Тернопіль))
- 1992: Nywa-2 Tarnopol (ukr. ФК «Нива-2» (Тернопіль))
- 2000: Ternopil-Nywa-2 (ukr. ФК «Тернопіль-Нива-2» (Тернопіль))
- 2002: FK Ternopil (ukr. ФК «Тернопіль»)
- 2003: Burewisnyk Tarnopol (ukr. ФК «Буревісник» (Тернопіль))
- 2007: klub rozwiązano – po oddzieleniu klubu Ternopil-Burewisnyk
- 2024: Nywa-2 Tarnopol (ukr. ФК «Нива-2» (Тернопіль))
- 2024: Sambir-Nywa-2 Tarnopol (ukr. ФК «Самбір-Нива-2» (Тернопіль)) – po fuzji z FK Sambor

Druga drużyna piłkarska Nywa-D została założona w mieście Podhajce jako drużyna rezerw (litera D to początek słowa Dublerzy) klubu Nywa Podhajce w 1978 roku. W 1982 roku klub przenosi się do Brzeżan, a w 1984 roku do stolicy obwodu - Tarnopola, w związku z czym i nazwy drużyny rezerw odpowiednio zmieniały się. Drużyna rezerw brała udział w mistrzostwach obwodu tarnopolskiego.
Po uzyskaniu niepodległości przez Ukrainę drużyna rezerwowa Nywy zmieniła nazwę na Nywa-2 Tarnopol. Zespół kontynuował występy w mistrzostwach obwodu tarnopolskiego. W 2000 roku z inicjatywy mera miasta Anatolija Kuczerenki na bazie Liceum Pedagogicznego Uniwersytetu Pedagogicznego utworzono drużynę Ternopil-Nywa-2, która stała się klubem farmerskim tarnopolskiej Nywy. W sezonach 2000/01 i 2001/02 drużyna grała w drugiej lidze. Na początku 2002 roku klub zmienił nazwę na FK Ternopil. Ale tak jak po zakończeniu sezonu 2001/02 pierwsza drużyna Nywy spadła do Drugiej Ligi, to klub był zmuszony opuścić drugoligowe rozgrywki i został rozwiązany.
Od 2003 roku w najwyższej lidze obwodu tarnopolskiego rozpoczęła występy drużyna Burewisnyk Tarnopol, która reprezentowała Tarnopolski Uniwersytet Pedagogiczny i nadal była drużyną rezerw drugoligowej Nywy.
16 maja 2007 roku drużyna oddzieliła się od Nywy i utworzyła osobny klub - Ternopil-Burewisnyk.
Latem 2024 drużyna rezerw została reaktywowana jako Nywa-2 Tarnopol. Klub nawiązał współpracę z FK Sambor i postanowił grać mecze domowe na stadionie w Samborze. Przed rozpoczęciem sezonu 2024/25 klub przyjął nazwę Sambir-Nywa-2. W sezonie 2024/25 zespół debiutował w Druhiej lidze, remisując 0:0 w pierwszym meczu z jednym z faworytów turnieju, klubem Skała 1911 Stryj.

## Barwy klubowe, strój, herb, hymn
|  |  |

Klub ma barwy żółto-zielone. Piłkarze domowe spotkania zazwyczaj grają w żółtych koszulkach, zielonych spodenkach oraz zielonych getrach.

## Sukcesy

### Trofea międzynarodowe
Do chwili obecnej klub jeszcze nigdy nie zakwalifikował się do rozgrywek europejskich.

### Trofea krajowe
| \| \| Zdobyte trofea w rozgrywkach Ukrainy (stan na: 31-05-2025) \| |                                                            |      |          |
| Rozgrywki                                                           | Osiągnięcie                                                | Razy | Sezon(y) |
| · Mistrzostwo                                                       | I miejsce                                                  | 0    |          |
| · Mistrzostwo                                                       | II miejsce                                                 | 0    |          |
| · Mistrzostwo                                                       | III miejsce                                                | 0    |          |
| II liga                                                             | I miejsce                                                  | 0    |          |
| II liga                                                             | II miejsce                                                 | 0    |          |
| II liga                                                             | III miejsce                                                | 0    |          |
| Ukraina                                                             | Zdobyte trofea w rozgrywkach Ukrainy (stan na: 31-05-2025) |      |          |

- Druha liha (D3):
  - 8.miejsce (1x): 2024/25 (gr.A)

## Poszczególne sezony

### Rozgrywki międzynarodowe

#### Europejskie puchary
Nie uczestniczył w rozgrywkach europejskich.

### Rozgrywki krajowe
| \| Ukraina \| Bilans występów klubu w rozgrywkach piłkarskich Ukrainy (Stan na 31 maja 2025 r.) \| \| |                                                                                   |        |       |   |   |   |    |    |     |         |        |        |      |
| Poziom                                                                                                | Rozgrywki                                                                         | Sezony | Mecze | Z | R | P | B+ | B– | Pkt | Lata    | Awanse | Spadki | Naj. |
| I | Wyszcza liha / Premier-liha                                                       | 0      |       |   |   |   |    |    |     |         | 0      | 0      |      |
| II | Persza liha                                                                       | 0      |       |   |   |   |    |    |     |         |        |        |      |
| III                                                                                                   | Druha liha                                                                        | 1      |       |   |   |   |    |    |     | od 2024 | 0      | 0      | 8    |
| IV | Amatorska liha                                                                    | 0      |       |   |   |   |    |    |     |         | 0      | 0      |      |
| | Puchar Ukrainy                                                                    | 0      |       |   |   |   |    |    |     |         | 0      | 0      |      |
| Ukraina                                                                                               | Bilans występów klubu w rozgrywkach piłkarskich Ukrainy (Stan na 31 maja 2025 r.) |        |       |   |   |   |    |    |     |         |        |        |      |

## Piłkarze, trenerzy, prezydenci i właściciele klubu

### Piłkarze

#### Aktualny skład zespołu
Klub ma wspólną listę zawodników na sezon z pierwszą drużyną Nywy Tarnopol.

### Trenerzy
- 09.07.2024–04.02.2025:  Serhij Łaktionow
- od 05.02.2025:  Roman Marycz

## Struktura klubu

### Stadion
Drużyna rozgrywa swoje mecze domowe w Tarnopolu na stadionie Miejskim im. Romana Szuchewycza, który może pomieścić 15150 widzów. Od 2024 roku gra w Samborze na stadionie im. Łewa Browarskoho o pojemności 1918 widzów.

## Kibice i rywalizacja z innymi klubami

### Derby
- FK Tarnopol
- Dnister Zaleszczyki